# Haakon Magnus
Haakon, korunní princ norský (celým jménem Haakon Magnus norsky /ˈhoːkʊn/; * 20. července 1973 Oslo) je následník trůnu Norska. Korunním princem se stal po nástupu svého otce krále Haralda V. na trůn roku 1991. Ač se jmenuje Haakon Magnus, běžně používá pouze své první jméno. Pokud se korunní princ Haakon stane králem, bude jeho jméno Haakon VIII.
Jde o jediného syna krále Haralda V. a královny Sonji.

## Mládí
Své dětství trávil na skaugumském rodinném sídle nedaleko Osla ve společnosti své starší sestry Marthy Louise (* 1971). Jejich rodiče vždy dbali na to, aby se výchova jejich královských dětí lišila co nejméně od výchovy „běžného“ norského dítěte.
Absolvoval stejně jako jeho otec základní školu Smestad, dokonce když šel v roce 1980 poprvé do školy, doprovázeli ho jeho královští rodiče stejně jako on v roce 2010 svou nejstarší dceru Ingrid Alexandru. Po ukončení základní školy začal studovat Kristelingské gymnázium v Oslu. Na vysokých školách v USA, Londýně a v Norsku získal tituly ze studií politických věd, mezinárodní politiky a práv.

## Potomstvo
25. srpna 2001 si vzal za ženu Mette-Marit Tjessem Høiby v katedrále v Oslo, za přítomnosti státních představitelů a panovníků z celého světa. Jejich vztah zpočátku způsobil rozruch, neboť Mette-Marit nebyla šlechtického původu a navíc měla z předchozího vztahu nemanželského syna Mariuse. Při sňatku jí byl udělen titul Její královská Výsost korunní princezna Mette-Marit Norská. V současnosti žijí v královském sídle Skaugum, poblíž hlavního města. Pár má spolu dvě děti:
- Její královská Výsost princezna Ingrid Alexandra * 21. ledna 2004 v Oslo
- Jeho Výsost princ Sverre Magnus * 3. prosince 2005 v Oslo

Jako pravnuk královny Maud (dcera britského krále Eduarda VII.) je 69. v pořadí následnictví britského trůnu, stejně tak jako jeho otec, sestry a jeho vlastní děti.